# Spindlersfeld

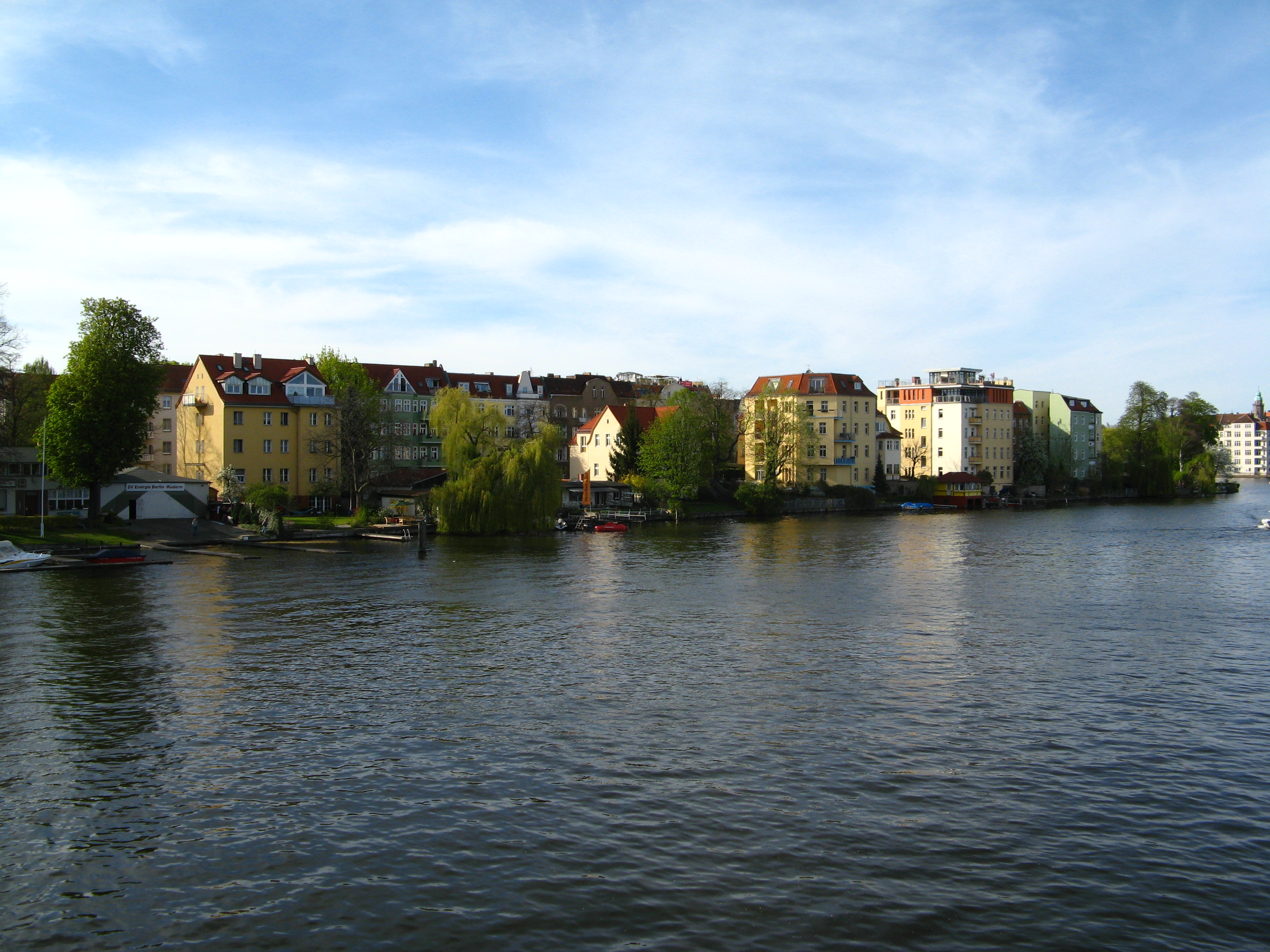
Spindlersfeld, nad brzegiem Dahme

Spindlersfeld – część dzielnicy Köpenick, w Berlinie, w okręgu administracyjnym Treptow-Köpenick. Spindlersfeld powstał z osiedla robotniczego firmy W. Spindler.
Spindlersfeld położony jest na lewym brzegu Sprewy, poniżej zejścia się biegu rzeki z rzeką Dahme, pomiędzy osiedlem Oberspree położonym w Niederschöneweide a Köllnische Vorstadt.

## Historia

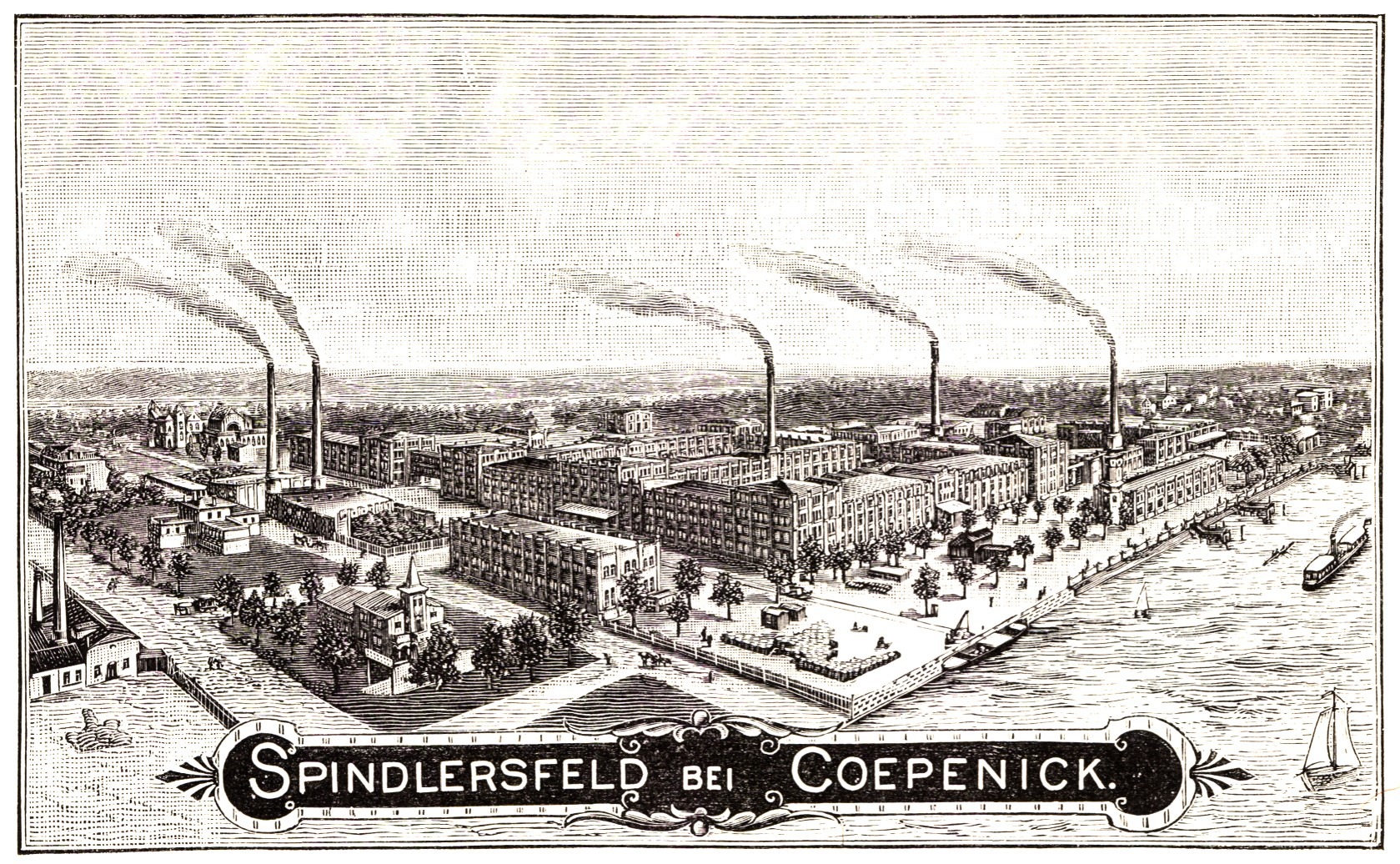
Fabryka W. Spindler w 1896 r.

Historia Spindlersfeld zaczyna się wraz z utworzeniem firmy W. Spindler (farby i oczyszczanie chemiczne) przez Wilhelma Spindlera i jego synów. Teren naprzeciwko starego miasta Köpenick nazwali oni Spindlersfeld, określenie to było jednak nieoficjalne. Nazwa ta zatwierdzona została przez rząd prowincji Brandeburgia 29 grudnia 1873 r. już po śmierci Wilhelma Spindlera, w uznaniu zasług firmy dla rozwoju okolicy jak i z uwagi na fakt, że Spindlersfeld rozwinął się do pełnowartościowej części miasta.
Równolegle z budową zakładów powstało także osiedle pracownicze. W tanich mieszkaniach blisko fabryki mieszkało tam blisko 50 rodzin. Było to pierwsze osiedle robotnicze w Berlinie założone przez przedsiębiorstwo przemysłowe. Dzisiaj budynki te znajdują się pod ochroną, a w latach 50. XX w. dobudowano kolejne.
1 kwietnia 1892 r. otwarto rozwidlenie z trasy kolejowej Görlitzer Bahn prowadzące do osiedla, sfinansowane przez zakłady W. Spindler. Dziś do Spindlersfeld można się dostać linią S47 S-Bahn, która ma tu przystanek końcowy.